# Grand Prix Eifelu 2020
Grand Prix Eifelu 2020, oficjalnie Formula 1 Aramco Großer Preis der Eifel 2020 – jedenasta runda Mistrzostw Świata Formuły 1 w sezonie 2020. Grand Prix odbyło się w dniach na 9–11 października 2020 na torze Nürburgring w Nürburgu. Wyścig wygrał Lewis Hamilton (Mercedes), a na podium stanęli także kolejno Max Verstappen (Red Bull) i Daniel Ricciardo (Renault). Po starcie z pole position Valtteri Bottas (Mercedes) nie ukończył wyścigu.

## Tło
Grand Prix Eifelu, które pierwotnie nie znajdowało się w kalendarzu Formuły 1 na sezon 2020, zostało do niego dodane w związku z pandemią COVID-19. Będzie to inauguracyjny wyścig pod nazwą Grand Prix Eifelu, chociaż wyścigi Mistrzostw Świata odbywały się na torze Nürburgring czterdzieści razy: jako Grand Prix Niemiec, Grand Prix Europy i Grand Prix Luksemburga.
W pierwszym treningu mieli wziąć udział Mick Schumacher oraz Callum Ilott, którzy mieli testować odpowiednio dla Alfy Romeo oraz Haasa. Sesja treningowa została jednak odwołana z powodu złych warunków atmosferycznych, w wyniku czego kierowcy nie zadebiutowali w Formule 1 podczas tego weekendu wyścigowego.
Lance Stroll nie wziął udziału w trzeciej sesji treningowej i nie wystąpił w kwalifikacjach oraz wyścigu. Kanadyjczyka zastąpił Nico Hülkenberg. Stroll od momentu pojawienia się w Niemczech nie czuł się dobrze i narzekał m.in. na ból żołądka. Zespół Racing Point podkreślił, że Stroll otrzymał negatywny wynik testu na obecność koronawirusa, więc w tym przypadku przyczyną nie był COVID-19.

## Lista startowa
Na niebieskim tle kierowcy biorący udział jedynie w piątkowych treningach.
Na czerwonym tle kierowcy wycofani z weekendu wyścigowego.
| Nr          | Kierowca           | Zespół                        | Samochód                           | Silnik                      | Opony |
| ----------- | ------------------ | ----------------------------- | ---------------------------------- | --------------------------- | ----- |
| 3           | Daniel Ricciardo   | Renault DP World F1 Team      | Renault R.S.20                     | Renault E-Tech 20 1,6 V6T   | P     |
| 4           | Lando Norris       | McLaren F1 Team               | McLaren MCL35                      | Renault E-Tech 20 1,6 V6T   | P     |
| 5           | Sebastian Vettel   | Scuderia Ferrari              | Ferrari SF1000                     | Ferrari 065 1,6 V6T         | P     |
| 6           | Nicholas Latifi    | Williams Racing               | Williams FW43                      | Mercedes-AMG F1 M11 1,6 V6T | P     |
| 7           | Kimi Räikkönen     | Alfa Romeo Racing ORLEN       | Alfa Romeo C39                     | Ferrari 065 1,6 V6T         | P     |
| 8           | Romain Grosjean    | Haas F1 Team                  | Haas VF-20                         | Ferrari 065 1,6 V6T         | P     |
| 10          | Pierre Gasly       | Scuderia AlphaTauri Honda     | AlphaTauri AT01                    | Honda RA620H 1,6 V6T        | P     |
| 11          | Sergio Pérez       | BWT Racing Point F1 Team      | Racing Point RP20                  | BWT Mercedes 1,6 V6T        | P     |
| 16          | Charles Leclerc    | Scuderia Ferrari              | Ferrari SF1000                     | Ferrari 065 1,6 V6T         | P     |
| 18          | Lance Stroll       | BWT Racing Point F1 Team      | Racing Point RP20                  | BWT Mercedes 1,6 V6T        | P     |
| 20          | Kevin Magnussen    | Haas F1 Team                  | Haas VF-20                         | Ferrari 065 1,6 V6T         | P     |
| 23          | Alexander Albon    | Aston Martin Red Bull Racing  | Red Bull RB16                      | Honda RA620H 1,6 V6T        | P     |
| 26          | Daniił Kwiat       | Scuderia AlphaTauri Honda     | AlphaTauri AT01                    | Honda RA620H 1,6 V6T        | P     |
| 27          | Nico Hülkenberg    | BWT Racing Point F1 Team      | Racing Point RP20                  | BWT Mercedes 1,6 V6T        | P     |
| 31          | Esteban Ocon       | Renault DP World F1 Team      | Renault R.S.20                     | Renault E-Tech 20 1,6 V6T   | P     |
| 33          | Max Verstappen     | Aston Martin Red Bull Racing  | Red Bull RB16                      | Honda RA620H 1,6 V6T        | P     |
| 37          | Mick Schumacher    | Alfa Romeo Racing ORLEN       | Alfa Romeo C39                     | Ferrari 065 1,6 V6T         | P     |
| 44          | Lewis Hamilton     | Mercedes-AMG Petronas F1 Team | Mercedes-AMG F1 W11 EQ Performance | Mercedes-AMG F1 M11 1,6 V6T | P     |
| 50          | Callum Ilott       | Haas F1 Team                  | Haas VF-20                         | Ferrari 065 1,6 V6T         | P     |
| 55          | Carlos Sainz Jr.   | McLaren F1 Team               | McLaren MCL35                      | Renault E-Tech 20 1,6 V6T   | P     |
| 63          | George Russell     | Williams Racing               | Williams FW43                      | Mercedes-AMG F1 M11 1,6 V6T | P     |
| 77          | Valtteri Bottas    | Mercedes-AMG Petronas F1 Team | Mercedes-AMG F1 W11 EQ Performance | Mercedes-AMG F1 M11 1,6 V6T | P     |
| 99          | Antonio Giovinazzi | Alfa Romeo Racing ORLEN       | Alfa Romeo C39                     | Ferrari 065 1,6 V6T         | P     |
| Źródło: FIA |                    |                               |                                    |                             |       |

## Wyniki

### Zwycięzcy sesji treningowych
Pierwsza i druga sesja treningowa zostały odwołane z powodu złych warunków atmosferycznych, uniemożliwiających start helikoptera medycznego.
| Sesja       | Nr             | Kierowca        | Konstruktor    | Czas           | Okr.           |
| ----------- | -------------- | --------------- | -------------- | -------------- | -------------- |
| 1           | Sesja odwołana | Sesja odwołana  | Sesja odwołana | Sesja odwołana | Sesja odwołana |
| 2           | Sesja odwołana | Sesja odwołana  | Sesja odwołana | Sesja odwołana | Sesja odwołana |
| 3           | 77             | Valtteri Bottas | Mercedes       | 1:26,225       | 25             |
| Źródło: FIA |                |                 |                |                |                |

### Kwalifikacje
| P                    | Nr | Kierowca           | Konstruktor               | Czasy w kwalifikacjach | Czasy w kwalifikacjach | Czasy w kwalifikacjach | Poz. s. |
| P                    | Nr | Kierowca           | Konstruktor               | Q1                     | Q2                     | Q3                     | Poz. s. |
| -------------------- | -- | ------------------ | ------------------------- | ---------------------- | ---------------------- | ---------------------- | ------- |
| 1                    | 77 | Valtteri Bottas    | Mercedes                  | 1:26,573               | 1:25,971               | 1:25,269               | 1       |
| 2                    | 44 | Lewis Hamilton     | Mercedes                  | 1:26,620               | 1:25,390               | 1:25,525               | 2       |
| 3                    | 33 | Max Verstappen     | Red Bull Racing-Honda     | 1:26,319               | 1:25,467               | 1:25,562               | 3       |
| 4                    | 16 | Charles Leclerc    | Ferrari                   | 1:26,857               | 1:26,240               | 1:26,035               | 4       |
| 5                    | 23 | Alexander Albon    | Red Bull Racing-Honda     | 1:27,126               | 1:26,285               | 1:26,047               | 5       |
| 6                    | 3  | Daniel Ricciardo   | Renault                   | 1:26,836               | 1:26,096               | 1:26,223               | 6       |
| 7                    | 31 | Esteban Ocon       | Renault                   | 1:27,086               | 1:26,364               | 1:26,242               | 7       |
| 8                    | 4  | Lando Norris       | McLaren-Renault           | 1:26,829               | 1:26,316               | 1:26,458               | 8       |
| 9                    | 18 | Sergio Pérez       | Racing Point-BWT Mercedes | 1:27,120               | 1:26,330               | 1:26,704               | 9       |
| 10                   | 55 | Carlos Sainz Jr.   | McLaren-Renault           | 1:27,378               | 1:26,361               | 1:26,709               | 10      |
| 11                   | 5  | Sebastian Vettel   | Ferrari                   | 1:27,107               | 1:26,738               |                        | 11      |
| 12                   | 10 | Pierre Gasly       | AlphaTauri-Honda          | 1:27,072               | 1:26,776               |                        | 12      |
| 13                   | 26 | Daniił Kwiat       | AlphaTauri-Honda          | 1:27,285               | 1:26,848               |                        | 13      |
| 14                   | 99 | Antonio Giovinazzi | Alfa Romeo-Ferrari        | 1:27,532               | 1:26,936               |                        | 14      |
| 15                   | 20 | Kevin Magnussen    | Haas-Ferrari              | 1:27,231               | 1:27,125               |                        | 15      |
| 16                   | 8  | Romain Grosjean    | Haas-Ferrari              | 1:27,562               |                        |                        | 16      |
| 17                   | 63 | George Russell     | Williams-Mercedes         | 1:27,564               |                        |                        | 17      |
| 18                   | 6  | Nicholas Latifi    | Williams-Mercedes         | 1:27,812               |                        |                        | 18      |
| 19                   | 7  | Kimi Räikkönen     | Alfa Romeo-Ferrari        | 1:27,817               |                        |                        | 19      |
| 20                   | 27 | Nico Hülkenberg    | Racing Point-BWT Mercedes | 1:28,021               |                        |                        | 20      |
| 107% czasu: 1:32,361 |    |                    |                           |                        |                        |                        |         |
| Źródło: FIA          |    |                    |                           |                        |                        |                        |         |

### Wyścig
| P           | Nr | Kierowca           | Konstruktor               | Okr. | Czas                 | Start | +/–       | Punkty |
| ----------- | -- | ------------------ | ------------------------- | ---- | -------------------- | ----- | --------- | ------ |
| 1           | 44 | Lewis Hamilton     | Mercedes                  | 60   | 1:35:49,641          | 2     | 1         | 25     |
| 2           | 33 | Max Verstappen     | Red Bull Racing-Honda     | 60   | +4,470               | 3     | 1         | 18+1   |
| 3           | 3  | Daniel Ricciardo   | Renault                   | 60   | +14,613              | 6     | 3         | 15     |
| 4           | 18 | Sergio Pérez       | Racing Point-BWT Mercedes | 60   | +16,070              | 9     | 5         | 12     |
| 5           | 55 | Carlos Sainz Jr.   | McLaren-Renault           | 60   | +21,905              | 10    | 5         | 10     |
| 6           | 10 | Pierre Gasly       | AlphaTauri-Honda          | 60   | +22,766              | 12    | 6         | 8      |
| 7           | 16 | Charles Leclerc    | Ferrari                   | 60   | +30,814              | 4     | 3         | 6      |
| 8           | 27 | Nico Hülkenberg    | Racing Point-BWT Mercedes | 60   | +32,596              | 20    | 12        | 4      |
| 9           | 8  | Romain Grosjean    | Haas-Ferrari              | 60   | +39,081              | 16    | 7         | 2      |
| 10          | 99 | Antonio Giovinazzi | Alfa Romeo-Ferrari        | 60   | +40,035              | 14    | 4         | 1      |
| 11          | 5  | Sebastian Vettel   | Ferrari                   | 60   | +40,810              | 11    | Bez zmian |        |
| 12          | 7  | Kimi Räikkönen     | Alfa Romeo-Ferrari        | 60   | +41,476              | 19    | 7         |        |
| 13          | 20 | Kevin Magnussen    | Haas-Ferrari              | 60   | +49,585              | 15    | 2         |        |
| 14          | 6  | Nicholas Latifi    | Williams-Mercedes         | 60   | +54,449              | 18    | 4         |        |
| 15          | 26 | Daniił Kwiat       | AlphaTauri-Honda          | 60   | +55,588              | 13    | 2         |        |
| NS          | 4  | Lando Norris       | McLaren-Renault           | 42   | NU (jednostka mocy)  | 8     |           |        |
| NS          | 23 | Alexander Albon    | Red Bull Racing-Honda     | 23   | NU (chłodnica)       | 5     |           |        |
| NS          | 31 | Esteban Ocon       | Renault                   | 22   | NU (skrzynia biegów) | 7     |           |        |
| NS          | 77 | Valtteri Bottas    | Mercedes                  | 18   | NU (jednostka mocy)  | 1     |           |        |
| NS          | 63 | George Russell     | Williams-Mercedes         | 12   | NU (kolizja)         | 17    |           |        |
| Źródło: FIA |    |                    |                           |      |                      |       |           |        |

Uwagi
1. ↑  Dodatkowy 1 punkt jest przyznawany kierowcy, który ustanowił najszybsze okrążenie w wyścigu, pod warunkiem, że ukończył wyścig w pierwszej 10.
2. ↑  Alexander Albon otrzymał karę 5 sekund doliczonych do uzyskanego czasu za spowodowanie kolizji z Daniłem Kwiatem. Kara nie została zastosowana ze względu na wycofanie się zawodnika z wyścigu[14].

### Najszybsze okrążenie
| Nr          | Kierowca       | Konstruktor | Czas     | Okr. |
| ----------- | -------------- | ----------- | -------- | ---- |
| 33          | Max Verstappen | Red Bull    | 1:28,139 | 60   |
| Źródło: FIA |                |             |          |      |

### Prowadzenie w wyścigu
| Nr                              | Kierowca        | Konstruktor | Okrążenia | Suma |
| ------------------------------- | --------------- | ----------- | --------- | ---- |
| 77                              | Valtteri Bottas | Mercedes    | 1–12      | 12   |
| 44                              | Lewis Hamilton  | Mercedes    | 13–60     | 48   |
| \| Wykres \| \| ------ \| \| \| |                 |             |           |      |
| Źródło: FIA                     |                 |             |           |      |
| Wykres                          |                 |             |           |      |
|                                 |                 |             |           |      |

## Klasyfikacja po wyścigu

### Kierowcy
Źródło: FIA
| P  | +/− | Kierowca           | Starty | Punkty | P1 | P2 | P3 | PP | NO | NS |
| -- | --- | ------------------ | ------ | ------ | -- | -- | -- | -- | -- | -- |
| 1  | 0   | Lewis Hamilton     | 11     | 230    | 7  | 1  | 1  | 8  | 4  | –  |
| 2  | 0   | Valtteri Bottas    | 11     | 161    | 2  | 3  | 3  | 3  | 2  | 1  |
| 3  | 0   | Max Verstappen     | 11     | 147    | 1  | 5  | 2  | –  | 2  | 3  |
| 4  | +2  | Daniel Ricciardo   | 11     | 78     | –  | –  | 1  | –  | 1  | 1  |
| 5  | +4  | Sergio Pérez       | 9      | 68     | –  | –  | –  | –  | –  | –  |
| 6  | −2  | Lando Norris       | 11     | 65     | –  | –  | 1  | –  | 1  | 1  |
| 7  | −2  | Alexander Albon    | 11     | 64     | –  | –  | 1  | –  | –  | 1  |
| 8  | −1  | Charles Leclerc    | 11     | 63     | –  | 1  | 1  | –  | –  | 3  |
| 9  | −1  | Lance Stroll       | 10     | 57     | –  | –  | 1  | –  | –  | 3  |
| 10 | 0   | Pierre Gasly       | 11     | 53     | 1  | –  | –  | –  | –  | 2  |
| 11 | 0   | Carlos Sainz Jr.   | 11     | 51     | –  | 1  | –  | –  | 1  | 3  |
| 12 | 0   | Esteban Ocon       | 11     | 36     | –  | –  | –  | –  | –  | 3  |
| 13 | 0   | Sebastian Vettel   | 11     | 17     | –  | –  | –  | –  | –  | 2  |
| 14 | 0   | Daniił Kwiat       | 11     | 14     | –  | –  | –  | –  | –  | 1  |
| 15 | 0   | Nico Hülkenberg    | 3      | 10     | –  | –  | –  | –  | –  | 1  |
| 16 | +1  | Antonio Giovinazzi | 11     | 2      | –  | –  | –  | –  | –  | 2  |
| 17 | −1  | Kimi Räikkönen     | 11     | 2      | –  | –  | –  | –  | –  | 1  |
| 18 | +3  | Romain Grosjean    | 11     | 2      | –  | –  | –  | –  | –  | 1  |
| 19 | −1  | Kevin Magnussen    | 11     | 1      | –  | –  | –  | –  | –  | 5  |
| 20 | −1  | Nicholas Latifi    | 11     | 0      | –  | –  | –  | –  | –  | 1  |
| 21 | −1  | George Russell     | 11     | 0      | –  | –  | –  | –  | –  | 3  |
| P  | +/− | Kierowca           | Starty | Punkty | P1 | P2 | P3 | PP | NO | NS |

### Konstruktorzy
Źródło: FIA
| P  | +/− | Konstruktor               | Starty | Punkty | P1 | P2 | P3 | PP | NO | NS |
| -- | --- | ------------------------- | ------ | ------ | -- | -- | -- | -- | -- | -- |
| 1  | 0   | Mercedes                  | 22     | 391    | 9  | 4  | 4  | 11 | 6  | 1  |
| 2  | 0   | Red Bull Racing-Honda     | 22     | 211    | 1  | 5  | 3  | –  | 2  | 4  |
| 3  | +1  | Racing Point-BWT Mercedes | 22     | 120    | –  | –  | 1  | –  | –  | 4  |
| 4  | −1  | McLaren-Renault           | 22     | 116    | –  | 1  | 1  | –  | 2  | 4  |
| 5  | 0   | Renault                   | 22     | 114    | –  | –  | 1  | –  | 1  | 4  |
| 6  | 0   | Ferrari                   | 22     | 80     | –  | 1  | 1  | –  | –  | 5  |
| 7  | 0   | Scuderia AlphaTauri-Honda | 22     | 67     | 1  | –  | –  | –  | –  | 3  |
| 8  | 0   | Alfa Romeo Racing-Ferrari | 22     | 5      | –  | –  | –  | –  | –  | 2  |
| 9  | 0   | Haas-Ferrari              | 22     | 3      | –  | –  | –  | –  | –  | 6  |
| 10 | 0   | Williams-Mercedes         | 22     | 0      | –  | –  | –  | –  | –  | 4  |
| P  | +/− | Konstruktor               | Starty | Punkty | P1 | P2 | P3 | PP | NO | NS |